# Polevskoj
Polevskoj (rusky Полевской) je město ve Sverdlovské oblasti v Ruské federaci. Při sčítání lidu v roce 2021 měl přes šedesát tisíc obyvatel.

## Poloha a doprava
Polevskoj leží na východní straně Středního Uralu na Polevaje, přítoku Severušky v povodí Čusovaji. Od Jekatěrinburgu, správního střediska oblasti, je vzdálen přibližně padesát kilometrů jihozápadně.
Deset kilometrů východně od města je stanice na železniční trati z Jekatěrinburgu do Čeljabinsku.

## 1708
Polevskoj byl založen v roce 1708 po objevení ložiska mědi, jehož systematická těžba začala v roce 1718. V letech 1724-27 byla postavena na zpracování mědi huť Polevskij Zavod a v roce 1738 byl ve vzdálenosti osmi kilometrů vybudován Severskij Zavod zpracovávající železnou rudu.
Obě závodní sídla se stala v roce 1923 sídlem městského typu a v roce 1942 byla sloučena do jediného města nazvaného Polevskoj.

## Partnerská města
- Polock, Bělorusko (2012)